# Michel Chion
Michel Chion (Creil, 1947) es un compositor de música concreta, docente de cine y crítico cinematográfico francés. Es profesor en varias instituciones en Francia y en la actualidad ocupa el cargo de Profesor Asociado en la Universidad de París III Sorbonne Nouvelle, donde es teórico y profesor de relaciones audiovisuales.
Dirigió películas y videos y publicó libros sobre sonido, música y películas, incluidas monografías sobre Andrei Tarkovsky, David Lynch, Jacques Tati y Stanley Kubrick.

## Biografía
Después de estudiar literatura y música, comenzó a trabajar para la ORTF (Organización de Radio Televisión Francesa) como asistente de Pierre Schaeffer en 1970. Fue miembro del Groupe de Recherches Musicales (GRM) entre los años 1971 y 1976.
También ha escrito varios libros y ensayos exponiendo sus teorías de la interacción entre imagen y sonido en el cine. En particular, el libro titulado L'audio-visión. Son au cinéma et la imagen, publicado originalmente en Francia en 1990, ha sido considerado por los críticos como el libro definitivo sobre las relaciones entre sonido e imagen, que se describen como dos idiomas diferentes en la forma de arte multimedia, discutiendo el argumento de los dos puntos técnico-lingüístico y estético, donde antes se discutió principalmente en términos de implicaciones narrativas.
Como director de cine ganó el Premio Jean Vigo de 1985 en la categoría de cortometraje con su película Éponine.

## Obra en castellano
- El cine y sus oficios. Madrid: Cátedra. 1996. ISBN 9788437610733.
- La música en el cine. Barcelona: Paidós. 1997. ISBN 9788449304477.
- La audiovisión: introducción a un análisis conjunto de la imagen y el sonido. Barcelona: Paidós. 1998. ISBN 9788475098593.
- Cómo se escribe un guion. Madrid: Cátedra. 1999. ISBN 9788437625539.
- La voz en el cine. Madrid: Cátedra. 2004. ISBN 9788437621210.